# マイケル・チェイビス
- マイケル・チャビス[1]

マイケル・スコット・チェイビス（Michael Scott Chavis, 英語発音: [ˈmaɪkəl skɑt ˈt͡ʃeɪvɪs]; 1995年8月11日 - ）は、アメリカ合衆国・ジョージア州マリエッタ出身のプロ野球選手（内野手）。右投右打。中日ドラゴンズ所属。

## 経歴

### プロ入りとレッドソックス時代
2014年のMLBドラフトで1巡目（全体26位）でボストン・レッドソックスから指名され、在籍していたクレムゾン大学を辞めて6月16日にサインボーナス187万500ドルで契約した。直後の7月5日に傘下のルーキー級ガルフ・コーストリーグ・レッドソックスでプロデビュー。このシーズンは同チームで39試合に出場して打率.269、1本塁打、16打点、OPS.772を記録した。チームはプレーオフに進出し、リーグ優勝を果たした。
2015年はA級グリーンビル・ドライブに昇格した。このシーズンは同チームで109試合に出場して打率.223、16本塁打、58打点、OPS.682を記録した。
2016年もA級グリーンビルで開幕を迎え、8月23日にA+級セイラム・レッドソックスに昇格した。このシーズンは2チーム合計で81試合に出場して打率.237、8本塁打、36打点、OPS.684を記録した。
2017年はA+級セイラムで開幕を迎え、6月22日にAA級ポートランド・シードッグスに昇格した。このシーズンは2チーム合計で126試合に出場して打率.282、31本塁打、94打点、OPS.910を記録した。
2018年4月6日、チェイビスから禁止薬物である筋肉増強剤のクロロデヒドロメチルテストステロンが検出されたとして80試合の出場停止処分とされた。処分を終えた7月2日にA-級ローウェル・スピナーズで復帰した。7月7日にAA級ポートランドに昇格、8月24日にAAA級ポータケット・レッドソックスに昇格した。このシーズンは3チーム合計で46試合に出場して打率.298、9本塁打、27打点、OPS.919を記録した。シーズン後にレッドソックスはチェイビスを40人枠に追加した。
2019年はAAA級ポータケットで開幕を迎え、4月19日にメジャー昇格。翌4月20日に行われたタンパベイ・レイズ戦でサンディ・レオンへの代打として出場しメジャーデビュー。この打席ではセンターオーバーの二塁打を放ち、メジャー初打席で初安打を記録した。翌4月21日の同カードで「7番・二塁手」としてメジャー初の先発起用された。4月23日のデトロイト・タイガース戦でメジャー初本塁打を放った。5月4日に行われたシカゴ・ホワイトソックス戦で1試合2本塁打を達成した。5月15日のコロラド・ロッキーズ戦では自身メジャー初となるサヨナラ安打を放った。最終的に95試合に出場して打率.254、18本塁打、58打点、2盗塁を記録した。
2020年は42試合に出場して打率.212、5本塁打、19打点、3盗塁を記録した。

### パイレーツ時代
2021年7月30日にオースティン・デービスとのトレードで、ピッツバーグ・パイレーツへ移籍した。
2022年は自己最多となる129試合に出場したが、9月26日にDFAとなり、29日にマイナー契約を結び直してAAA級インディアナポリス・インディアンズに送られたが、レギュラーシーズン終了後の10月6日にFAとなった。

### ナショナルズ時代
2023年1月6日にワシントン・ナショナルズとマイナー契約を結び、招待選手としてスプリングトレーニングに参加した。3月30日にスティーブン・ストラスバーグ、タナー・レイニーらと入れ替わる形でチャド・クール、アンソニー・バンダらと共に開幕ロースターに名を連ねた。レギュラーシーズン終了後の10月18日にFAとなった。この年メジャーでは48試合に出場して打率.242、2本塁打、5打点、1盗塁を記録した。

### マリナーズ傘下時代
2024年1月18日にシアトル・マリナーズとマイナー契約を結び、この年のスプリングトレーニングに招待選手として参加した。シーズンの開幕はAAA級タコマ・レイニアーズで迎えた。開幕後もメジャーに昇格する機会が無いまま、6月1日にオプトアウト条項を行使して自由契約となった。

### ホワイトソックス傘下時代
同年6月8日にシカゴ・ホワイトソックスとマイナー契約を結び、同日中にAAA級シャーロット・ナイツに配属されたが、メジャーに昇格することは無く、オフの11月4日にFAとなった。

### ドジャース傘下時代
2025年2月14日にロサンゼルス・ドジャースとマイナー契約を結び、同年のスプリングトレーニングに招待選手として参加することになった。(同日中にAAA級オクラホマシティ・コメッツに配属)

### 中日時代
同年7月10日、NPBの中日ドラゴンズと契約合意したことが報じられ、同日中に球団から正式に発表された。背番号は23。同月24日に支配下選手登録公示。

## 詳細情報

### 年度別打撃成績
| 年 度    | 球 団    | 試 合 | 打 席 | 打 数 | 得 点 | 安 打 | 二 塁 打 | 三 塁 打 | 本 塁 打 | 塁 打 | 打 点 | 盗 塁 | 盗 塁 死 | 犠 打 | 犠 飛 | 四 球 | 敬 遠 | 死 球 | 三 振 | 併 殺 打 | 打 率 | 出 塁 率 | 長 打 率 | O P S |
| -------- | -------- | ----- | ----- | ----- | ----- | ----- | -------- | -------- | -------- | ----- | ----- | ----- | -------- | ----- | ----- | ----- | ----- | ----- | ----- | -------- | ----- | -------- | -------- | ----- |
| 2019     | BOS      | 95    | 382   | 347   | 46    | 88    | 10       | 1        | 18       | 154   | 58    | 2     | 1        | 0     | 0     | 31    | 2     | 4     | 127   | 11       | .254  | .322     | .444     | .766  |
| 2020     | BOS      | 42    | 158   | 146   | 16    | 31    | 5        | 2        | 5        | 55    | 19    | 3     | 0        | 0     | 2     | 8     | 0     | 2     | 50    | 6        | .212  | .259     | .377     | .636  |
| 2021     | BOS      | 31    | 82    | 79    | 12    | 15    | 4        | 1        | 2        | 27    | 6     | 1     | 1        | 0     | 1     | 1     | 0     | 1     | 32    | 2        | .190  | .207     | .342     | .549  |
| 2021     | PIT      | 12    | 42    | 42    | 4     | 15    | 3        | 0        | 1        | 21    | 5     | 0     | 1        | 0     | 0     | 0     | 0     | 0     | 10    | 2        | .357  | .357     | .500     | .857  |
| '21計    | PIT      | 43    | 124   | 121   | 16    | 30    | 7        | 1        | 3        | 48    | 11    | 1     | 2        | 0     | 1     | 1     | 0     | 1     | 42    | 4        | .248  | .258     | .397     | .655  |
| 2022     | PIT      | 129   | 426   | 401   | 39    | 92    | 16       | 3        | 14       | 156   | 49    | 1     | 1        | 0     | 4     | 19    | 1     | 2     | 126   | 4        | .229  | .265     | .389     | .654  |
| 2023     | WSH      | 48    | 96    | 91    | 16    | 22    | 3        | 0        | 2        | 31    | 5     | 1     | 0        | 0     | 0     | 5     | 0     | 0     | 33    | 3        | .242  | .281     | .341     | .622  |
| MLB：5年 | MLB：5年 | 357   | 1186  | 1106  | 133   | 263   | 41       | 7        | 42       | 444   | 142   | 8     | 4        | 0     | 7     | 64    | 3     | 9     | 378   | 28       | .238  | .283     | .401     | .685  |

- 2024年度シーズン終了時

### 年度別守備成績
内野守備
| 年 度 | 球 団 | 一塁（1B） | 一塁（1B） | 一塁（1B） | 一塁（1B） | 一塁（1B） | 一塁（1B） | 二塁（2B） | 二塁（2B） | 二塁（2B） | 二塁（2B） | 二塁（2B） | 二塁（2B） | 三塁（3B） | 三塁（3B） | 三塁（3B） | 三塁（3B） | 三塁（3B） | 三塁（3B） |
| 年 度 | 球 団 | 試 合      | 刺 殺      | 補 殺      | 失 策      | 併 殺      | 守 備 率   | 試 合      | 刺 殺      | 補 殺      | 失 策      | 併 殺      | 守 備 率   | 試 合      | 刺 殺      | 補 殺      | 失 策      | 併 殺      | 守 備 率   |
| ----- | ----- | ---------- | ---------- | ---------- | ---------- | ---------- | ---------- | ---------- | ---------- | ---------- | ---------- | ---------- | ---------- | ---------- | ---------- | ---------- | ---------- | ---------- | ---------- |
| 2019  | BOS   | 49         | 339        | 24         | 4          | 22         | .989       | 45         | 75         | 81         | 4          | 21         | .975       | 5          | 1          | 3          | 0          | 1          | 1.000      |
| 2020  | BOS   | 24         | 161        | 7          | 0          | 20         | 1.000      | 8          | 10         | 17         | 2          | 6          | .931       | -          | -          | -          | -          | -          | -          |
| 2021  | BOS   | 8          | 44         | 1          | 1          | 9          | .978       | 22         | 25         | 46         | 1          | 13         | .986       | -          | -          | -          | -          | -          | -          |
| 2021  | PIT   | 1          | 7          | 1          | 0          | 0          | 1.000      | 7          | 10         | 9          | 0          | 4          | 1.000      | 4          | 3          | 6          | 0          | 1          | 1.000      |
| '21計 | PIT   | 9          | 51         | 2          | 1          | 9          | .981       | 29         | 35         | 55         | 1          | 17         | .989       | 4          | 3          | 6          | 0          | 1          | 1.000      |
| 2022  | PIT   | 107        | 679        | 39         | 3          | 66         | .996       | 14         | 12         | 12         | 0          | 3          | 1.000      | 9          | 5          | 11         | 3          | 1          | .842       |
| 2023  | WSH   | 9          | 20         | 2          | 0          | 5          | 1.000      | 22         | 28         | 53         | 0          | 16         | 1.000      | 7          | 3          | 14         | 0          | 1          | 1.000      |
| MLB   | MLB   | 198        | 1250       | 74         | 8          | 122        | .994       | 118        | 160        | 218        | 7          | 63         | .982       | 25         | 12         | 34         | 3          | 4          | .939       |

外野守備
| 年 度 | 球 団 | 左翼（LF） | 左翼（LF） | 左翼（LF） | 左翼（LF） | 左翼（LF） | 左翼（LF） | 右翼（RF） | 右翼（RF） | 右翼（RF） | 右翼（RF） | 右翼（RF） | 右翼（RF） |
| 年 度 | 球 団 | 試 合      | 刺 殺      | 補 殺      | 失 策      | 併 殺      | 守 備 率   | 試 合      | 刺 殺      | 補 殺      | 失 策      | 併 殺      | 守 備 率   |
| ----- | ----- | ---------- | ---------- | ---------- | ---------- | ---------- | ---------- | ---------- | ---------- | ---------- | ---------- | ---------- | ---------- |
| 2020  | BOS   | 12         | 16         | 1          | 2          | 1          | .895       | -          | -          | -          | -          | -          | -          |
| 2021  | PIT   | -          | -          | -          | -          | -          | -          | 1          | 2          | 0          | 0          | 0          | 1.000      |
| 2023  | WSH   | 1          | 0          | 0          | 0          | 0          |            | 1          | 0          | 0          | 0          | 0          |            |
| MLB   | MLB   | 13         | 16         | 1          | 2          | 1          | .895       | 2          | 2          | 0          | 0          | 0          | 1.000      |

- 2024年度シーズン終了時

### 記録

#### 初記録
- 初出場・初先発出場：2025年7月31日、対読売ジャイアンツ16回戦（バンテリンドームナゴヤ）、「5番・三塁手」で先発出場[25]
- 初打席：同上、2回裏に井上温大から空振り三振
- 初安打・初本塁打・初打点：同上、4回裏に井上温大から左越2ラン[25]

### 背番号
- 23（2019年 - 2021年7月29日、2025年7月24日[24] - ）
- 31（2021年8月23日 - 同年終了）
- 2（2022年）
- 6（2023年）